# Peter Snijders (judoka)
Petrus Henricus Cornelis „Peter” Snijders (ur. 14 września 1943 w Eindhoven) – holenderski judoka. Olimpijczyk z Tokio 1964, gdzie zajął piąte miejsce w wadze średniej.
Brązowy medalista mistrzostw świata w 1965; uczestnik zawodów w 1969 i 1971. Zdobył dziewięć medali na mistrzostwach Europy w latach 1964 − 1971. 
Brat Jana Snijdersa, judoki i olimpijczyka z tych samych igrzysk.

## Letnie Igrzyska Olimpijskie 1964
| Konkurencja | Rundy eliminacyjne      | Rundy eliminacyjne      | Rundy finałowe           | Klas. końcowa |
| Konkurencja | Przeciwnik I            | Przeciwnik II           | 1/4                      | Miejsce       |
| ----------- | ----------------------- | ----------------------- | ------------------------ | ------------- |
| -80 kg      | Pipat Singsanee (THA) Z | Thúc Thuân Thái (VIE) Z | Wolfgang Hofmann (FRG) P | 5.            |